# Maja Keuc
Maja Keuc (Maribor, 16 januari 1992) is een Sloveense zangeres.

## Biografie
Keuc werd bekend bij het grote publiek door haar deelname aan Slovenija Ima Talent, de Sloveense versie van Britain's Got Talent. Ze strandde in de finale op de tweede plaats. Een jaar later deed ze mee aan EMA, de Sloveense voorronde voor het Eurovisiesongfestival. Keuc won EMA 2011. Ze troefde in de superfinale April af. Zodoende vertegenwoordigde ze haar thuisland op het Eurovisiesongfestival 2011 in Düsseldorf, Duitsland, met het nummer No one. Hiermee eindigde ze als 13de, met 96 punten.
1993: 1X Band · 
1995: Darja Švajger · 
1996: Regina · 
1997: Tanja Ribič · 
1998: Vili Resnik · 
1999: Darja Švajger · 
2001: Nuša Derenda · 
2002: Sestre · 
2003: Karmen Stavec · 
2004: Platin · 
2005: Omar Naber · 
2006: Anžej Dežan · 
2007: Alenka Gotar · 
2008: Rebeka Dremelj · 
2009: Quartissimo feat. Martina · 
2010: Ansambel Žlindre & Kalamari · 
2011: Maja Keuc · 
2012: Eva Boto · 
2013: Hannah Mancini · 
2014: Tinkara Kovač · 
2015: Maraaya · 
2016: ManuElla · 
2017: Omar Naber · 
2018: Lea Sirk · 
2019: Zala Kralj & Gašper Šantl · 
2021: Ana Soklič · 
2022: LPS · 
2023: Joker Out · 
2024: Raiven · 
2025: Klemen
- International Standard Name Identifier: 0000 0004 0751 969X
- MusicBrainz: 1b87026e-766c-4ffe-b491-16d2a427bb7a
- Virtual International Authority File: 5590154441746235460005